# Nyssocuneus heyrovskyi
Nyssocuneus heyrovskyi är en skalbaggsart som beskrevs av Gilmour 1960. Nyssocuneus heyrovskyi ingår i släktet Nyssocuneus och familjen långhorningar. Inga underarter finns listade i Catalogue of Life.